# Hugo Cid Conde
Víctor Hugo Cid Conde (La Quiaca, Jujuy, 9 de marzo de 1930 - San Salvador de Jujuy, Jujuy, 24 de agosto de 2020) fue un futbolista, entrenador y político argentino. Como futbolista se desempeñaba en la posición de volante.

## Trayectoria

### Gimnasia de Jujuy
Conde debutó con la camiseta de Gimnasia de Jujuy en 1945. En su primer año se coronó campeón de la Liga Jujeña, en lo que fue el primer título del club, y lo que marcó el inicio del tetracampeonato que duró hasta 1948. Después de jugar en el fútbol de Tucumán y Buenos Aires, regresó al club y se consagró campeón jujeño en 1962, 1963, 1965, 1967 y 1969, cuando se retiró del fútbol.

### Atlético Tucumán
En 1952 se mudó a San Miguel de Tucumán y se sumó a Atlético Tucumán. En el decano jugó durante un año.

### Chacarita
En 1953 pasó a Chacarita.

## Clubes
| Club              | País      |
| ----------------- | --------- |
| Gimnasia de Jujuy | Argentina |
| Atlético Tucumán  | Argentina |
| Chacarita         | Argentina |

## Palmarés
| Título      | Equipo            | País      | Año  |
| ----------- | ----------------- | --------- | ---- |
| Liga Jujeña | Gimnasia de Jujuy | Argentina | 1945 |
| Liga Jujeña | Gimnasia de Jujuy | Argentina | 1946 |
| Liga Jujeña | Gimnasia de Jujuy | Argentina | 1947 |
| Liga Jujeña | Gimnasia de Jujuy | Argentina | 1948 |
| Liga Jujeña | Gimnasia de Jujuy | Argentina | 1962 |
| Liga Jujeña | Gimnasia de Jujuy | Argentina | 1963 |
| Liga Jujeña | Gimnasia de Jujuy | Argentina | 1965 |
| Liga Jujeña | Gimnasia de Jujuy | Argentina | 1967 |
| Liga Jujeña | Gimnasia de Jujuy | Argentina | 1969 |